# Gara Lacu Sărat
Gara Lacu Sărat este o gară care deservește comuna Chiscani, județul Brăila, România.